# The Australian Cat Federation
Pour les articles homonymes, voir ACF.
The Australian Cat Federation (ACF) est un organisme australien créé en 1972 dont le but est d'améliorer l'élevage des chats de race, de reconnaître de nouvelles races et de veiller à garder des standards et des règles de compétition uniformes.

## Historique
L'association est créée en 1972 sous le nom de Australian National Cat Federation. La première exposition féline ANCF est organisée en 1973 à Adélaïde. La publication bimensuelle du National Cat, magazine officiel de l'association, est décidée la même année, même si le premier numéro ne paraît qu'en 1977. L'association prend son nom actuel Australian Cat Federation en 1975.
En 1982, l'association reconnaît le somali et les couleurs lilas et chocolat chez le persan. En 1984, l'ACF adopte les standards de la Fédération internationale féline (FIFé). Le balinais est reconnu en 1985. En 1986, l'ACF s'éloigne de la FIFé et ne s'en rapprochera à nouveau qu'en 1988. Cette année-là voit également une importante modification du standard de l'exotic shorthair.
En 1991, le ragdoll est reconnu par l'ACF. L'exposition féline de 1993 voit l'apparition de la méthode australienne de jugement des chats, où ce sont les juges qui se déplacent jusqu'aux box des félins plutôt que l'inverse (connu comme l'Australian open-style judging). Le turc de Van et l'australian mist (sous le nom de spotted mist) sont reconnus la même année. Le cymric est reconnu en 1995. Le bobtail japonais, le scottish fold à poil long, le singapura, le tonkinois et le bengal sont reconnus la même année 1997 et le sphynx, le burmilla et l'ocicat en 1999.
En 2001, l'ACF accueille le World Cat Congress (WCC) et enregistre les premiers selkirk rex. Depuis la création de l'association, de nombreux débats sont lancés pour la création d'un registre d'élevage commun avec l'autre association féline australienne, le Coordinating Cat Council of Australia (CCCA),,,.

## Races reconnues par l'ACF

### Organisation
L'ACF divise les différentes en quatre groupes. Le premier groupe contient majoritairement les chats à poils longs, le deuxième des races de morphologie foreign et les autres races sont inclus dans le troisième groupe. Le quatrième groupe inclut des chats qui ne sont pas de race pure. Pour chaque groupe, une liste de robes est autorisée.
La liste des races reconnue par l'ACF en 2011 est donnée ci-dessous. Elle est susceptible d'être modifiée par l'entrée de nouvelles races.

### Groupe 1

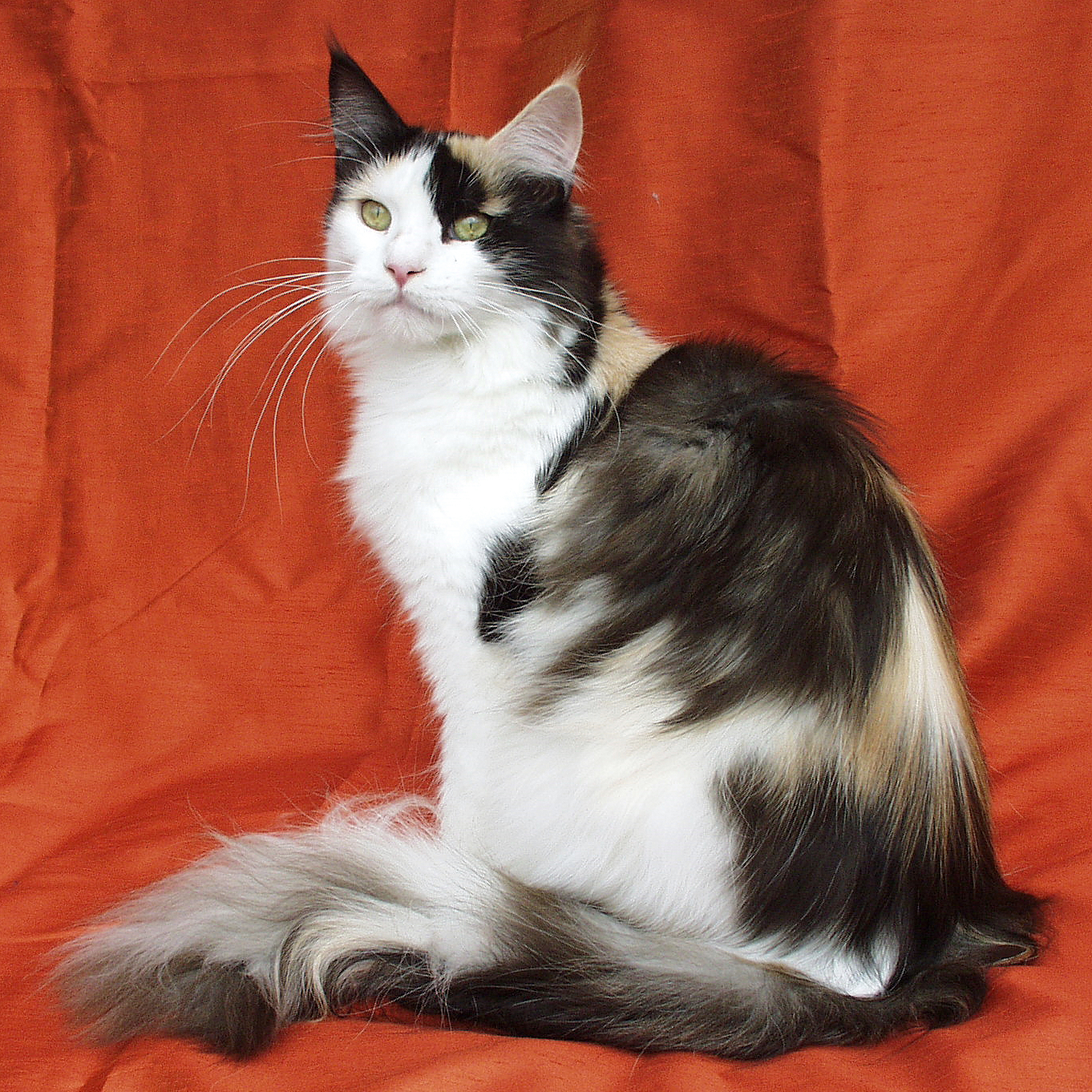
Maine coon

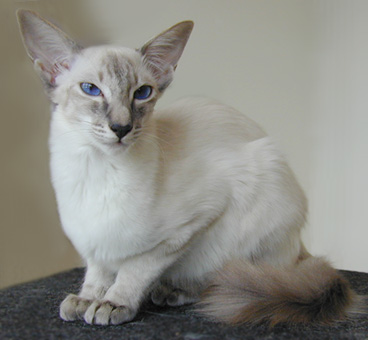
Balinais

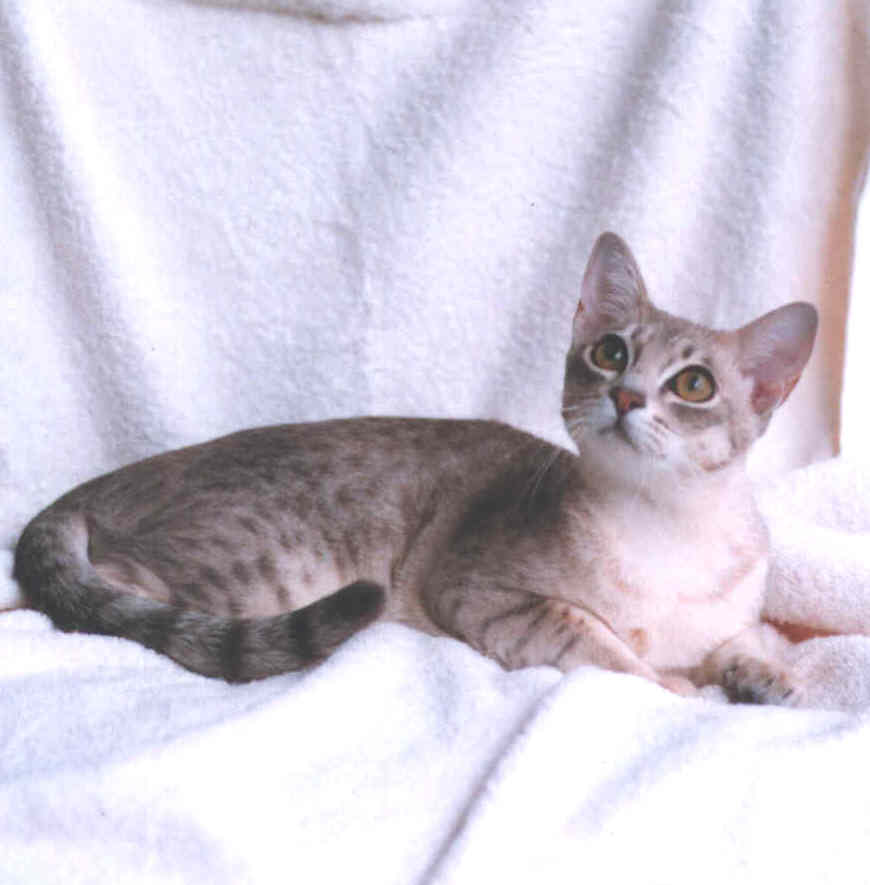
Australian mist

1. Exotic shorthair
2. Maine coon
3. Norvégien
4. Persan
5. Ragdoll
6. Sacré de birmanie
7. Sibérien
8. Turc de van

### Groupe 2
1. Balinais
2. Foreign white
3. Oriental shorthair
4. Oriental longhair
5. Siamois

### Groupe 3
1. Abyssin
2. Australian mist
3. Bengal
4. Bleu russe
5. Bobtail japonais
6. Bombay
7. British shorthair
8. Burmese
9. Burmilla
10. Chartreux
11. Cornish rex
12. Cymric
13. Devon rex
14. Européen
15. German rex
16. Korat
17. LaPerm
18. Manx
19. Mau égyptien
20. Ocicat
21. Scottish fold à poil long et à poil court
22. Scottish shorthair
23. Selkirk rex à poil long et à poil court
24. Singapura
25. Somali
26. Sphynx
27. Tonkinois

### Groupe 4
1. Chat de gouttière
2. Chat croisé